# Наша відповідь Чемберлену
«Наша відповідь Чемберлену» — гасло, що з'явилося у зв'язку з нотою британського уряду радянському від 23 лютого 1927 року за підписом британського міністра закордонних справ Джозефа Остіна Чемберлена. У відповідь розгорнулася кампанія.
Це словосполучення використовується як аносказально про рішення, акцію, план, які вважаються гідною відповіддю на дії противника, недоброзичливця чи конкурента.

## Історія
У ноті Остіна Чемберлена була озвучена вимога до СРСР припинити «антибританську пропаганду» та військову підтримку революційного гоміньданівського уряду в Китаї. 27 лютого 1927 року в газеті «Правда» вийшла стаття під назвою «Наша відповідь на британську ноту», а 2 березня там само — замітка, що мала заголовок "«Привіт Кантону!» Ось наша відповідь Чемберлену!".
9 червня ОСОАВІАХІМ організував під цією назвою фонд для зібрання коштів на оборону СРСР і будівництво повітряного флоту. Так було названо одну з побудованих тоді ескадрилій (ще одна — «Ультиматум», у відповідь ультиматум лорда Керзона 1923 року), танкова колона тощо.
Дави Імперіалізму Гієну

Могутній Робітничий клас!

Вчора були танки лише у Чемберлена,

А нині є й у нас!
— Із гасел Першотравневої демонстрації 1927 року.

## У культурі та мистецтві

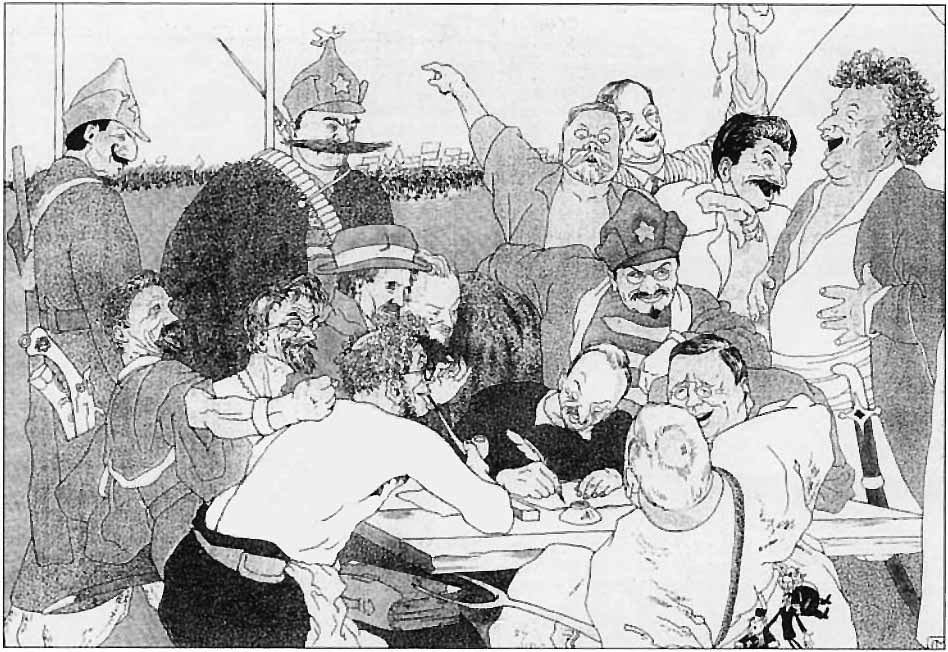
Карикатура, що реально існувала, «Більшовики пишуть відповідь Керзону» заснована на картині українського художника Іллі Репіна «Козаки пишуть листа турецькому султанові». Опублікована в числі № 6 «Червоного перця» 1923 року на сторінці 7. на ній зображені: Семен Будьонний, Олексій Риков, Сергій Каменєв, Михайло Калінін, Карл Радек, Леонід Красін, Микола Бухарін, Лев Каменєв, Георгій Чичерін, Лев Троцький, Християн Раковський, Дем'ян Бєдний, Максим Литвинов, Йосип Сталін та Григорій Зінов'єв.

- У Ільфа та Петрова в романі «Дванадцять стільців» як один із можливих планів Остапа Бендера згадується "поширення ще не написаної, але геніально задуманої картини «Більшовики пишуть листа Чемберлену»", за популярною картиною українського художника Іллі Рєпіна: «Запорожці пишуть листа турецькому султанові». Насправді існувала карикатура у журналі «Червоний перець» № 6 за 1923 рік на сторінці 7 під назвою «Більшовики, що пишуть відповідь аглицькому Керзону», яка зображувала лідерів СРСР у позах, аналогічних репінським козакам і писали вони лист лорду Керзону у відповідь на його ноту.
- Картинка «літака з дулею замість пропелера» на коробці сірників, згадана в «Золотому теля», відношення до цієї фрази не має: та етикетка була підписана «Відповідь Керзону». Проте в екранізації «Золотого теля» 1968 року Шура Балаганов дійсно промовляє цю фразу у своїй «промові» на могилі Паніковського.
- Коли 1962 року проти СРСР, у зв'язку з Карибською кризою, ввели економічні санкції, і, зокрема, Німеччина перестала постачати труби великого діаметра, на Челябінському трубопрокатному заводі «у відповідь» розпочали випуск труб такого ж діаметру. На першій з них крейдою робітники написали: «П…ц тобі, Аденауер!», але потім змінили на більш метафоричне «Труба тобі, Аденауер!»[2]
- У трисерійному художньому фільмі 1986 року Джек Восьмьоркін — «Американець» (за однойменною повістю Миколи Смирнова) комічна невідповідність доводиться до абсурду. Голова місцевої комуни на зібранні комуни: «Критику?!… Розвивати треба. Ось я й хочу сказати. Про Чемберлена. Товариші! Ось уже два тижні, як ми надіслали цьому реакціонеру протокол наших зборів з резолюцією та вимогою, а він удає, що нічого не сталося».

### У сучасній культурі
- Олександр Розенбаум написав пісню «Брайтон»[3] з альтернативною назвою «Наш ответ Чемберлену», під якою її виконував Віллі Токарєв.
- Володимир Арєховський (гурти «Північне Сяйво», «Нюрнберг» з Мінська) написав у 1997 році пісню «Наш ответ Чемберлену» (інша назва «Жить стало лучше»).
- У місті Брянську (Росія) існує поп-рок-гурт «Відповідь Чемберлену»[4].
- На одній із місцевих радіостанцій Черкас у рамках щотижневого теле-радіо шоу SOUNDЧе рубрика «Наша відповідь Чемберлену».
- Петербурзький альтернативний гурт «Jane Air» у пісні 2002 року «Drugdealer» використовує фразу «відповідь Чемберлену».
- У репертуарі гурту ЧФР є пісня «Наша відповідь Чемберлену»[5]